# James Tully (Politikwissenschaftler)
James Hamilton Tully (* 17. April 1946) ist ein kanadischer Politikwissenschaftler. Seine Schwerpunktthemen sind Politische Philosophie, Ideengeschichte, Rechtsphilosophie und das Spannungsverhältnis von liberaler Demokratie und Multikulturalismus, wobei er sich besonders mit den First Nations beschäftigt.

## Leben
James Tully erwarb 1974 seinen B.A. in Geschichtswissenschaft an der University of British Columbia und promovierte 1977 in politischer Philosophie an der Universität Cambridge. Von 1977 bis 1996 unterrichtete er Politikwissenschaft und Politische Philosophie an der McGill University mit dem Thema John Locke’s theory of property in its intellectual context. Zu dieser Zeit war er auch Berater der Royal Commission on Aboriginal Peoples. Von 1996 bis 2001 war er Professor an der University of Victoria für Politikwissenschaft, Recht, Philosophie und Indigene Politik, von 2001 bis 2003 an der University of Toronto und seit 2003 wieder an der University of Victoria.
Tully gibt die Clarendon-Ausgabe der Werke von John Locke heraus und ist auch Herausgeber der Buchserie Ideas in Context (Cambridge University Press) sowie der Fachzeitschrift Political Theory. Er ist Fellow der Royal Society of Canada und der Trudeau Foundation.
Im Jahr 2010 wurde er mit dem Killam Prize ausgezeichnet.

## Schriften
- The Unfreedom of the Moderns in relation to constitutional democracy. Modern Law Review. 2002
- Political Philosophy as a Critical Activity. Stephen Sage Publ. 2004
  - Politische Philosophie als kritische Praxis. Theorie und Gesellschaft, 62. Übers. Eva Engels. Campus Verlag, 2007
- Strange Multiplicity: Constitutionalism in an age of diversity. Cambridge University Press, 1995 u.ö. (Französische Ausgabe 1999)
- An Approach to Political Philosophy: Locke in contexts. 1993
- A Discourse on Property: John Locke and his Adversaries. Cambridge University Press, 1980, second edition 1982. (Französische Ausgabe: John Locke. Droit naturel et liberte, PUF, Paris 1991)

### Als Herausgeber
- John Locke: A Letter Concerning Toleration. Hackett, Indianapolis 1982 u.ö.
- Quentin Skinner and his critics. Polity Press und Princeton University Press, Cambridge 1988 u.ö. Japanische Ausgabe 1990, koreanische Ausgabe 1996, chinesische Ausgabe 2005
- Samuel Pufendorf, On the Duty of Man and Citizen according to Natural Law, tr. Michael Silverthorne, Cambridge Texts in the History of Political Thought, Cambridge University Press, 1991. Japanische Ausgabe 2003
- Philosophy in an age of pluralism: the philosophy of Charles Taylor in question. Cambridge University Press, 1994
- mit Alain-G. Gagnon: Multinational Democracies.Cambridge University Press, 2001